# Jemeljan Jaroslavskij
Jemeljan Michajlovič Jaroslavskij (rusky Емелья́н Миха́йлович Яросла́вский, narozený Minej Izrailjevič Gubelman (Мине́й Изра́илевич Губельма́н); 3. března 1878 Čita – 4. prosince 1943 Moskva) byl ruský bolševický revolucionář židovského původu, novinář a historik. Byl horlivým podporovatelem Stalina a patřil k hlavním původcům pronásledování věřících v předválečném Sovětském svazu.
Jaroslavskij byl redaktorem ateistického satirického žurnálu Bezbožnik a vedl Ligu militantních bezbožníků. Byl také v čele protináboženské komise ústředního výboru strany.

## Život

### Mládí
Minej Izrailjevič Gubelman, pozdější Jemeljan Jaroslavskij, se narodil 3. března 1878 v židovské rodině v Čitě, tehdy hlavním městě ruské zabajkalské oblasti, kde jeho rodiče byli politickými exulanty. Jeho první zaměstnání bylo knihvazačství.
Gubelman v roce 1898 vstoupil do Ruské sociálně demokratické dělnické strany a organizoval stranické buňky na Zabajkalské železnici. V roce 1901 byl korespondentem revolučních novin Iskra a následující rok se stal členem stranického výboru v Čitě. V roce 1903 byl zatčen a podroben policejnímu dohledu, ale uprchl do Petrohradu. Stal se členem tamního výboru strany a vůdcem jeho vojenského oddělení. Během rozštěpení strany se přidal k bolševické frakci sociálních demokratů. V dubnu 1904 byl zatčen a strávil osm měsíců ve vězení, ale byl propuštěn po vypuknutí revoluce roku 1905. Během toho roku byl agitátorem v Petrohradě, Oděse, Tule a Jaroslavi. V Oděse byl zatčen a strávil čtyři měsíce ve vězení. V Jaroslavli uspořádal stávku dělníků textilu – odtud jeho pseudonym Jaroslavskij.
V roce 1903 se Gubelman oženil s Olgou Michajlovnou Genkinou, 21letou studentkou ženského zdravotnického ústavu v Petrohradě, ze kterého byla vyloučena poté, co u ní byla v únoru 1904 nalezena revoluční literatura. V roce 1905 ji strana poslala do Nižního Novgorodu, aby organizovala textilní dělníky. Byla zatčena, ale propuštěna, když dav zaútočil na vězení. Strana ji pak v listopadu 1905 poslala do Ivanova, ale tehdy 24letou ženu na nádraží dopadli černosotněnci a zabili ji.

### Stranická kariéra v letech 1906–1921
Jaroslavskij byl delegátem stranických konferencí v Tammerforsu v prosinci 1905, ve Stockholmu v dubnu 1906 a v Londýně v červnu 1907. Po návratu z Londýna byl zatčen, držen ve vazbě po dobu 18 měsíců, poté odsouzen na pět let tvrdé práce v oblasti Něrčinsku. Když v roce 1912 dokončil trest, byl vyhoštěn na východní Sibiř.
Po únorové revoluci v roce 1917 se vrátil do Moskvy, kde řídil bolševické noviny. V měsících po říjnové revoluci v roce 1917 byl Jaroslavskij spojen s levicovou komunistickou frakcí, která byla proti dohodnutému příměří s Německem. Začátkem ruské občanské války byl politickým komisařem Rudé armády v Moskvě. Podporoval „vojenskou opozici“, která byla proti strategii lidového komisaře pro válku Lva Trockého, který se spoléhal na profesionální důstojníky armády a obvyklé bitvy, nikoli na partyzánskou taktiku. Opozice nejspíš byla nepřímo podporována Trockého soupeřem Josifem Stalinem. Později byl Jaroslavskij přemístěn do stranické organizace v Permu a Omsku. V roce 1919 byl jmenován kandidátem ústředního výboru bolševické strany.

### Tajemník strany
Jaroslavského vliv dosáhl vrcholu v březnu 1921, kdy podpořil Lenina proti Trockému ve sporu o roli odborů. Byl jmenován jedním ze tří tajemníků Ústředního výboru Komunistické strany Sovětského svazu (bolševiků) a byl povýšen na plné členství v tomto orgánu. Prvním tajemníkem byl Vjačeslav Molotov. O mnoho let později si Molotov stěžoval: „V jednu chvíli si Jaroslavskij vyžádal kalhoty pro jednu osobu, jindy by to byly boty pro někoho jiného. Maličkosti. Pravda, časy byly takové, že lidé potřebovali všechno. Pozornost však musela být zaměřena na hlavní problémy.“
Molotov si stěžoval Leninovi, který Jaroslavského přestěhoval na Sibiř. 15. září 1921 byl Jaroslavskij prokurátorem v novonikolajevském, nyní novosibirském, procesu proti kontrarevolučnímu generálporučíkovi Romanu Ungernovi von Sternbergovi. V prosinci 1921 se však vrátil do Moskvy na stranickou konferenci, na které – Trockému trvale na zlost – zařídil, aby Grigorij Zinovjev byl zařazen jako druhý v senioritě po Leninovi, s Trockým jako třetím. Titul tajemníka ústředního výboru Jaroslavskij držel až do dubna 1922, kdy byl jmenován generálním tajemníkem Josif Stalin, jehož zástupcem byl Molotov. Jaroslavskij si členství v Ústředním výboru udržel až do roku 1923, nikdy však již nezastával tak důležitou pozici.

### Ateistický aktivista
Koncem roku 1922 si Jaroslavskij pro sebe vytvořil novou roli hlavního protináboženského propagandisty Sovětského svazu. Tuto funkci vykonával téměř dvě desetiletí, až do německé invaze do SSSR, kdy se Stalin obrátil k ruské pravoslavné církvi o pomoc ve válečném úsilí.
Na podzim roku 1922 zřídil Ústřední výbor Ruské komunistické strany nový stálý výbor, „Výbor pro provádění dekretu oddělujícího církev a stát“ (neoficiálně známý jako „Protináboženská komise“). Protináboženská komise získala plnou moc v obecné strategii a politice týkající se náboženství a církve a vytváření stranických směrnic týkajících se protináboženské propagandy. Ačkoli se jednalo o orgán s omezenou pravomocí, vznik protináboženské komise znamenal první krok oficiální bolševické politiky systematického vyhlazení náboženství a protináboženské propagandy.
Trocký tvrdil, že Jaroslavskij byl pověřen touto rolí v době, kdy Lenin byl pro nemoc nepřítomen, a že když se Lenin vrátil, pokáral Molotova za toto rozhodnutí a řekl: „Nevíte, kdo je Jaroslavskij? Jemu by se i kuře vysmálo. Nikdy nebude schopen tuto práci zvládnout.“
Jaroslavský předsedal Lize militantních bezbožníků a řídil její základní časopis Bezbožnik až do roku 1941. V různých dobách také editoval jiná protináboženská periodika. Ve své knize Jak se bohové a bohyně rodí, žijí a umírají (1923), Jaroslavskij tvrdil, že náboženství se narodilo pod člověkem, žilo pod člověkem a odumře za komunismu.

### Role ve stranických sporech
V dubnu 1923 byl Jaroslavskij jmenován tajemníkem Ústřední kontrolní komise, výboru pověřeného prosazovat stranickou kázeň, a členem řídícího výboru Inspektorátu dělníků a rolníků (Rabkrin), úzce související monitorovací agentury, která konala dozor mimo stranu v ekonomické sféře. V průběhu své kariéry funkcionáře komunistické strany seděl Jaroslavskij v redakčních radách několika předních sovětských časopisů včetně deníku komunistické strany Pravda a stranického teoretického časopisu Bolševik.
Jaroslavskij podporoval Stalina ve všech frakčních bojích uvnitř komunistické strany, které následovaly po Leninově neschopnosti a smrti. Nejspíš byl prvním prominentním komunistou, který osobně zaútočil na Trockého během schůze moskevské stranické organizace, za což na něho část účastníků schůze křičela. Když Trockij naposledy oslovil ústřední výbor v říjnu 1927, před svým vyhoštěním, zatímco jiní na Trockého pokřikovali a uráželi ho, Jaroslavskij mu hodil na hlavu těžkou knihu.
V prosinci 1925, po roztržce mezi Stalinem a Zinovjevem, byl Jaroslavskij součástí týmu vyslaného do Leningradu, aby provedl čistku Zinovjevových stoupenců v místní stranické organizaci. Pronesl tak provokativní projev, že ho členové leningradské strany vypískali.
V projevu z 8. března 1931 před komunistickou akademií , konaném po menševickém procesu v roce 1931, Jaroslavskij atakoval Davida Rjazanova, vědeckého vedoucího Institutu Marxe a Engelse a bývalého člena menševické strany, za údajně nedostatečný počet členů komunistické strany zaměstnaných v tomto archivním a výzkumném středisku. Později téhož roku Akademie oficiálně odsoudila Rjazanova jako „agenta kontrarevolučního menševismu“, což vedlo k jeho zatčení a vyhnanství mimo Moskvu.
V únoru 1937, když byli dva bývalí vůdci strany Nikolaj Bucharin a Alexej Rykov souzeni před ústředním výborem, než byli zatčeni, postaveni před soud a popraveni, Jaroslavskij je označil za zrádce a tvrdil, že obvinění proti nim byla „zcela prokázána“. (V roce 1988 bylo oficiálně přiznáno, že byli oběťmi vykonstruovaných obvinění.)

### Historik

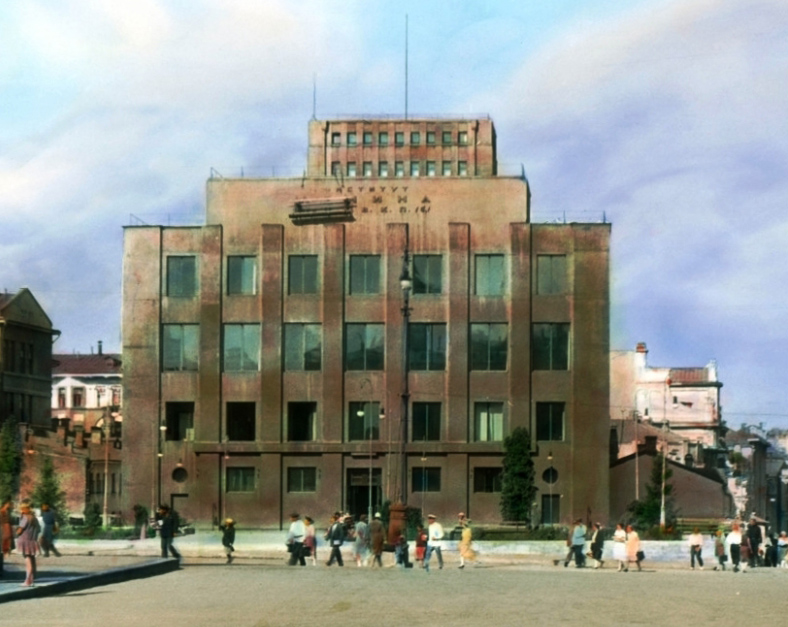
Leninův institut, archivní a historické výzkumné středisko strany, na které Jaroslavskij pomáhal dohlížet jako člen jeho vedení.

Jaroslavskij byl jedním z prvních životopisců bolševického vůdce Lenina ve své první biografii Velký vůdce dělnické revoluce, která vyšla v roce 1918 po neúspěšném pokusu o atentát na Lenina. Jaroslavskij byl pak jmenován členem řídícího výboru Leninova institutu, archivního a výzkumného centra zřízeného v roce 1923 za účelem shromažďování a publikování různých Leninových dopisů, rukopisů a spisů. Druhá a šíře distribuovaná Leninova biografie od Jaroslavského, Život a dílo V. I. Lenina, byla spěšně připravena do tisku v roce 1924 po Leninově smrti.
Jaroslavskij také často psal o historii bolševické strany a byl redaktorem jednoho z hlavních sovětských historických časopisů 20. let, Istorik-marxist (Marxistický historik). Změny politických poměrů ho však nutily jeho opusy permanentně přepisovat. V únoru 1923 tak Jaroslavskij napsal dlouhý článek o Trockého rané kariéře, pokrývající období 1900–1902, ve kterém prohlásil, že „vynikající práce soudruha Trockého jako spisovatele a publicisty mu vynesla přízvisko Kníže publicistů. Máme před sebou člověka hluboce oddaného revoluci, vyzrálého v roli tribuna, s jazykem ostrým a pružným jako ocel.“ Téhož roku začala pomlouvačná kampaň proti Trockému. V 30. letech 20. století Trockij prohlašoval, že „Jaroslavskij se pozvedl do své současné pozice jedině tím, že mě pomlouval. Jako oficiální překrucovatel historie strany předkládá minulost jako nepřerušený boj Trockého proti Leninovi.“
Jaroslavskij se náhle dostal pod útok v roce 1931, když Stalin zveřejnil článek o údajných chybách historiků, kde prohlásil, že „ani soudruh Jaroslavskij není, bohužel, výjimkou; jeho knihy o historii VKS(b), navzdory všem jejich zásluhám obsahují řadu chyb ve věcech zásad a historie.“ Stalin neřekl, co jsou ony „chyby“, ale jiní se přidali a obvinili Jaroslavského z toho, že je trockista, menševik atd. Jaroslavskij napsal Stalinovi několik uplakaných dopisů, ale nedostal žádnou odpověď, takže napsal dopis přiznávající, že pochybil. Poté sepsal nový životopis Stalina, který zvětšil Stalinovu roli v rané bolševické historii.
Po vzestupu nacistického Německa a japonského expanzionismu došlo k náhlé změně požadavků na historiky. Ve dvacátých letech 20. století byl nejvýznamnějším historikem Sovětského svazu Michail Pokrovskij, který vykreslil Rusko pod carem jako agresora, který utlačoval menší národy, jako jsou Židé a Poláci, a který měl podíl na vině za vypuknutí války proti Francii v roce 1812, Japonsku v roce 1905 a Německu v roce 1914. S obnovenou hrozbou války Stalin zavelel apelovat na ruský nacionalismus a příběhy o vojenské slávě. V 1939 Jaroslavskij odsoudil Pokrovského jako trockistu slovy: „Pokrovskij ignoroval nevyvratitelný fakt, že Napoleonova armáda byla rozdrcena v důsledku hrdinského lidového boje proti intervenci... Pokrovskij neukázal lupičské záměry japonského imperialismu... Pokrovskij měl za to, že ruští statkáři měli hlavní vinu na válce 1914. Taková verze zcela podporuje německé imperialisty.“

### Pozdní léta
Jaroslavskij byl předsedou Společnosti starých bolševiků od roku 1931, dokud Stalin nařídil zrušení spolku v roce 1935. Byl také hlavou Společnosti bývalých politických vězňů a trestních vyhnanců, dobročinného bratrstva, které pomáhalo starým bolševikům a jiným politickým vězňům carské éry. V letech 1934–39 byl členem Stranické kontrolní komise. Od roku 1939 byl členem Ústředního výboru.
S vypuknutím německo-sovětské války v létě 1941 sovětský stát omezil své protináboženské aktivity ve snaze využít ruskou pravoslavnou církev jako instituci povzbuzující obyvatelstvo k obraně národa. Časopisy Bezbožnik a Antireligioznik přestaly vycházet a Liga militantních bezbožníků upadla do bezvýznamnosti.
Stárnoucí Jaroslavskij, stále vážený seniorní historik bolševické strany, poslušně propagoval novou vládní nacionalistickou politickou linii, napsal článek pro Pravdu s názvem „Bolševici – pokračovatelé nejlepší vlastenecké tradice ruského lidu“, kde prohlásil bolševiky za „zákonné dědici velké a čestné minulosti ruského lidu“ a uznal místo velké ruské národnosti „v čele ostatních národů SSSR“. Jaroslavského článek byl spolu s podobně vlasteneckým a nacionalistickým článkem vedoucího Agitpropu G. F. Alexandrova pochopen jako oficiální signál historikům, aby v imperiální ruské minulosti hledali příklady hrdinské jednoty a národní obrany. Ty mohla využít propaganda, aby pomohly Sovětskému svazu odrazit nacistické německé útočníky.
Jaroslavskij zemřel 4. prosince 1943 v Moskvě na rakovinu žaludku. Jeho ostatky byly zpopelněny a urna s popelem byla pohřbena na levé straně Senátní věže v kremelské nekropoli za Leninovým mauzoleem.